# コンジョイント分析

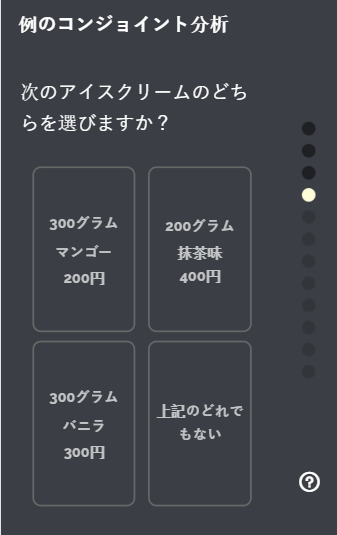
コンジョイント分析の例：アイスクリームの特徴に関する市場調査 (Conjoint.ly)

コンジョイント分析（コンジョイントぶんせき、英: conjoint analysis）とは、1980年代にアメリカで急速に発展して、多くの企業で活用されている調査方法。言わば、主にマーケティング分野で利用される実験計画法である。
商品やサービスについて、顧客（ユーザ）が望む要素は様々である。
また、これらの項目は、顧客（ユーザ）の決定的な「唯一これが決め手」というものがある場合はほとんど無く、多くの場合は、複数の項目が（意識していることを自覚しているかどうかを問わず）複雑に絡み合っている。
このコンジョイント分析は、商品やサービスの持つ複数の要素について、顧客（ユーザ）はどの点に重きを置いているのか、また顧客に最も好まれるような要素の組み合わせはどれかを統計的に探ることも可能になる。

## 分析の準備
事例として、あるうどん屋のコンセプトを考えるとする。
うどん屋の好みを左右する項目とその内容を考える。これがコンジョイント分析や実験計画法の原点であり、最も慎重かつ時間と労力をかけて策定する必要があるものである。
分析方法の１つに直交表を利用する方法がある。直交表を利用することで、すべての組み合わせを生成せずに、少ないパターン数で実験可能である。パターンの数は要因とその内容（水準）の個数に合った直交表を選ぶことで決まる。
直交表の型に合せて要因とその内容を当てはめることを「割り付け」と呼ぶ。

## 回答方法
直交表で生成したすべてのパターン（例：18通りのうどん屋のパターン）について、この店を利用したいかどうかを尋ねる。
数通りの商品やサービスのプラン（仕様）が書かれたカードや、その仕様通りに作成した実物を提示し、回答者の嗜好に合わせて評点を付けさせる。その評点から各要因の主効果を求める。
回答は、1～18番目の順位を付ける方法や、10点満点で点数を付ける方法、3段階（利用したい、どちらとも言えない、利用したくない）などの回答方法がある。

### 事例：好まれるうどん屋を考える
好みを左右する項目とその内容：
- 料理の提供方式 （半セルフサービス、店員に注文し店員が料理を持ってくる）
- トッピング （店に一任、一部テーブルやカウンターで自由に取れる、完全セルフサービス）
- BGM （小さめのボリュームの環境音楽やポップス、店オリジナル、ラジオ）
- うどんの種類 （手打ち、冷凍麺、乾麺）
- だしの種類 （関西風、関東風、生醤油仕立て）
- 会計方法 （最初に食券を購入、レジで現金支払い、問わない）
- 健康への配慮 （カロリー数、アレルギー物質の表示、合成・化学物質の使用の表示）
- 代表的な単価（ざるうどん） （300円、400円、500円）

という具合である。
このように、1項目×2つの内容 ＋ 7項目×3つの項目は、L18直交表に合うように、要因とその項目を考えたものである。
要因とその内容を考える場合は、直交表の型に合うような個数を考えたい。
なお、要因のことを、アイテムとも呼び、要因の内容の項目（上の事例で「料理の提供方式」ならば「半セルフサービス」や「店員に注文し店員が料理を持ってくる」）のことを水準またはカテゴリと呼ぶ。

## 分析の方法
コンジョイント分析では目的変数yを人間の嗜好によって与えられるため、コンジョイント分析は心理測定と同じような方法で設計される。統計分析の本質は重回帰分析や数量化理論I類などと同等である。
市販の統計解析用パッケージソフト（R、SPSS、SASなど）や、若干の分析用データを作る作業を伴うがMicrosoft Excelなどのツールがある。

## ビジネスへの応用に関する諸注意
評点を付けさせる際は、単なる好みではなく、実際に購入したいかなど、実際に合わせた問いかけで判断させるほうが良い。
複雑な計算を要するステップは、なるべく機械化をすることが肝要である。
計算のロジックなどの知識よりも、むしろビジネスで活用することを考える場合は、要因やその内容の策定や、分析結果を基に商品やサービスの企画などに、より時間を割くべきである。